# Abyssianira tasmaniensis
Abyssianira tasmaniensis är en kräftdjursart som beskrevs av Just 1990. Abyssianira tasmaniensis ingår i släktet Abyssianira och familjen Paramunnidae. Inga underarter finns listade i Catalogue of Life.